# Groupe Rémy Cointreau
Pour les articles homonymes, voir Cointreau.
Le groupe Rémy Cointreau est un groupe familial de liqueurs et spiritueux basé à Cognac. Les distilleries de son portefeuille de marques produisent du cognac (Rémy Martin, Louis XIII), du triple sec (Cointreau), le spiritueux grec Metaxa, du rhum (Mount Gay), du brandy (St-Rémy), du gin (The Botanist (en)), de la liqueur (J.R. Brillet) et des whiskies (Bruichladdich, Westland, Domaine des Hautes Glaces). Le groupe, dont les origines charentaises remontent à 1724, résulte du rapprochement en 1991 des sociétés des familles Hériard Dubreuil et Cointreau.
Depuis 2022, le groupe s'est diversifié dans la haute parfumerie avec la création de la Maison Psyché.

## Historique

### Origines et développement
La maison de négoce en eau-de-vie charentaise Rémy Martin est créée en 1724. Le petit-fils du fondateur, Paul-Émile Rémy Martin, lance les exportations aux États-Unis, en Asie et dans le Pacifique en 1810, et renomme les cognacs de l'entreprise familiale Rémy Martin. En 1874, il crée la marque de cognac Louis XIII. En 1924, André Renaud, associé depuis 1910, reprend la société qui lance la marque de cognac VSOP Fine Champagne en 1927,.
André Hériard Dubreuil succède à André Renaud, son beau-père, en 1965, alors que la société assure déjà 5% de la production mondiale de cognac. Il repositionne le groupe sur le haut-de-gamme uniquement, applique un marketing « à l'américaine », et développe son propre réseau de distribution internationale (en étroite collaboration avec la famille Cointreau). Hériard Dubreuil impulse la création de la coopérative Champaco (devenue Alliance Fine Champagne en 2005) pour rationaliser les stocks selon les aléas de la production viticole et les fluctuations de prix. Dans les années 1980, il passe le flambeau à ses deux fils (François et Marc). Le groupe acquiert le champagne Charles Heidsieck en 1985, crée la marque Passoã en 1986, puis acquiert le champagne Piper-Heidsieck en 1988, Mount Gay Rum en 1989, de Luze et la Grande cave (2 millions de grands crus bordelais).
Rémy Martin crée la coentreprise Sino-French Dynasty Winery avec la municipalité chinoise de Tianjin en 1980 (introduite à la bourse de Hong Kong en 2005) et la co-entreprise de brandy Rémy Martin Schramsberg qui réintroduit la première distillerie en Californie depuis la Prohibition.

### Fusion et restructuration
En 1991, le holding Pavis (Prestige Associé des Vins et Spiritueux) - qui contrôle les sociétés Rémy Martin, Rémy et Associés et Cointreau - autorise la fusion des trois entités qui prend le nom de Rémy Cointreau l'année suivante,.
Cependant, au début des années 1990, alors que le cognac représente la moitié du chiffre d'affaires du groupe, les exportations faiblissent et destabilisent l'économie de toute la région. Sur l'exercice 1997-1998, le groupe enregistre une perte nette consolidée de 621 millions de francs malgré un chiffre d'affaires de 7,5 milliards de francs. Le groupe vend le champagne Krug à LVMH pour un milliard de francs en 1999. Rémy Cointreau se rapproche de Bacardi-Martini et William Grant & Sons pour sa distribution en France (Triodis), et de Highland et Jim Bean Brands pour sa distribution internationale hors États-Unis (Maxxium).
En 2000, Rémy Cointreau rachète le groupe Bols (Royal Lucas Bols, Metaxa, Curaçao, Asbach Uralt Weinbrand) pour 510 millions d'euros. Le groupe se retire de Maxxium en 2009 pour relancer sa propre organisation de distribution. En 2010, le groupe engage la vente des champagnes Piper-Heidsieck et Charles Heidsieck acquis par le groupe EPI pour 422 millions d'euros en 2011.
Rémy Cointreau se diversifie dans le scotch whisky avec l'acquisition de Bruichladdich Distillery Company en 2012 (marques Bruichladdich, Port Charlotte, Octomore, The Botanist - certification B Corp en 2020), et Westland Distillery (États-Unis) et le Domaine des Hautes Glaces (Alpes, France) en 2017. Les terrains agricoles du rhum Mount Gay gagnent 134 hectares d'exploitation. En 2020, le groupe fait l'acquisition de la maison de cognac J.R. Brillet et de la maison de Champagne Telmont, et cède Passoã. Le groupe poursuit son positionnement haut-de-gamme avec des méthodes de vente plus personnalisées et des boutiques inspirées de l'univers du luxe. En octobre 2022, le groupe se lance dans la haute parfumerie avec la création de la Maison Psyché dont l'unicité est d'appliquer la méthode de vieillissement des eaux-de-vie aux bases des fragrances développées. Cinq parfums sont lancés.
En 2023, le chiffre d'affaires annuel chute de 23 %, la faute à une demande moins forte en cognac.

## Description
Le groupe Rémy Cointreau est une société française familiale de liqueurs et spiritueux basée à Cognac. Détenu majoritairement par la famille Hériard Dubreuil, le groupe Rémy Cointreau est coté sur Euronext Paris. Le groupe possède les marques suivantes :
| Marque                    | Depuis         | Type            |
| ------------------------- | -------------- | --------------- |
| Mount Gay Rum             | Acquis en 1989 | Rhum            |
| Rémy Martin               | Lancé en 1724  | Cognac          |
| Cointreau                 | Fusion en 1991 | Triple sec      |
| Louis XIII                | Lancé en 1874  | Cognac          |
| St-Rémy                   | Lancé en 1886  | Brandy          |
| Metaxa                    | Acquis en 2000 | Spiritueux grec |
| The Botanist              | Acquis en 2012 | Gin             |
| Bruichladdich             | Acquis en 2012 | Whisky          |
| Port Charlotte            | Acquis en 2012 | Whisky          |
| Octomore                  | Acquis en 2012 | Whisky          |
| Domaine des Hautes Glaces | Acquis en 2017 | Whisky          |
| Westland                  | Acquis en 2017 | Whisky          |
| J.R. Brillet              | Acquis en 2020 | Liqueur         |
| Telmont                   | Acquis en 2020 | Champagne       |

Depuis 2022, le groupe Rémy Cointreau est actif dans la haute parfumerie au travers de sa filiale de création de fragrances, la Maison Psyché.

## Gouvernance

### Présidents
- Avant 2012 : Dominique Hériard Dubreuil[32]
- 2012-2019 : François Hériard Dubreuil[32]
- 2019-2022 : Marc Hériard Dubreuil[33]
- Depuis 2022 : Marie-Amélie de Leusse[34]

## Actionnaires
| Actionnaire                       | %      |
| --------------------------------- | ------ |
| Orpar                             | 40,9 % |
| Récopart                          | 15 %   |
| FCI                               | 2,01 % |
| Rémy Cointreau (auto détention)   | 2,7 %  |
| Salariés (FCPE My Rémy Cointreau) | 0,1 %  |
| Public                            | 41,2 % |